# Boloverso (Keith Laumer)
O Boloverso, ou Universo Bolo, é um universo fictício baseado nos contos de ficção científica militar do autor Keith Laumer. A série gira principalmente em torno do "Bolo", um gigantesco tanque de guerra autoconsciente. Eles apareceram pela primeira vez no conto Combat Unit (1960), e desde então têm sido apresentados nos romances de ficção científica e antologias de Laumer e outros autores.  

## Temática
A história dos livros se passa em várias épocas, desde o futuro próximo (2018, 2068), o futuro médio (séculos 27 a 37) e ainda mais em um caso (século 118). O enredo geral apresenta principalmente temas militares e inclui exploração espacial, raças alienígenas e alguns avanços na sociedade humana.
Muitas das histórias são contadas do ponto de vista do próprio Bolo, com seus pensamentos internos impressos em itálico ao longo do texto.
Um tema comum nas histórias é a representação de heróis valentes, trágicos e abnegados, como o Bolo "Nike" na história Miles to Go (1995). Outro conceito explorado é o uso (e abuso) de salvaguardas para evitar que a inteligência artificial dos tanques prejudique os humanos.  
Sua programação geral envolve grande parte da história militar humana, e muitas vezes eles tiram conclusões dessas informações que os colocam em desacordo com seus comandantes. As vezes, os Bolos desenvolvem sentidos de honra e nobreza que colocam suas ações em conflito com as ordens dadas por seus superiores humanos. Uma das histórias narra as ações da Unidade de Combate CSR, que identifica uma ameaça alienígena à humanidade, mas é forçada a encontrar um jeito de derrotá-la sozinha (possivelmente para um efeito dramático, já que não parece ser explicado o porquê o Bolo simplesmente não informou seus comandantes sobre a ameaça).

## Descrição
Os Bolos, conforme imaginado por Laumer em sua história futura, são descritos como veículos de combate blindados autônomos de tamanho imenso. Enquanto as primeiras versões estão na faixa de algumas centenas de toneladas, o Mark 33, um modelo padrão que aparece na série, pesa 32 mil toneladas.
- sua IA cada vez mais complexa: onde os primeiros modelos são controlados por uma programação destinada a reduzir a necessidade de uma tripulação humana, os modelos posteriores imitam os padrões de pensamento humano, apresentam IAs fortes e, finalmente, circuitos psicotrônicos, permitindo autoconsciência, planejamento estratégico e tomada de decisões.
- tripulação humana minimizada, muitas vezes consistindo apenas de um único comandante humano que pode controlar diretamente todos os aspectos de sua unidade graças a uma interface avançada, ou que se comunica com sua unidade, dando-lhe instruções para executar.

### Sistemas ofensivos
Os sistemas de armas descritos como parte dos primeiros modelos Bolo incluem principalmente armamentos do mundo real; os cenários mais futuristas dos romances os descrevem como portadores de armas nucleares avançadas. A arma principal de um Bolo é geralmente uma variante do canhão Hellbore, que é descrito no boloverso como um pulso de fusão iniciado por deutério de longo alcance. Hellbores foram originalmente concebidos para naves interestelares, e as versões nos Bolos foram modificadas para caber nestes modelos.
As armas secundárias cobrem um amplo campo de sistemas de armas, já que os Bolos deveriam abordar a maioria das situações de combate, incluindo batalhas terrestres, marítimas e aéreas, às vezes incluindo espaço / órbita. Embora os modelos Bolo geralmente optassem por uma abordagem "equilibrada" para capacidades ofensivas e defensivas, muitas vezes haviam variações especializadas no modelo básico, como unidades de cerco pesado, unidades de batedores e plataformas de MAE. O armamento adicional, portanto, inclui, mas não está restrito a: Canhões automáticos de alta velocidade que eram comumente referidos como "Repetidores Infinitos" (o "infinito" referindo-se ao fato de que o Bolo pode criar sua própria munição a partir de metais encontrados em meio ambiente, não tendo, portanto, uma contagem de munição no verdadeiro sentido da palavra), morteiros semelhantes ao 2S4 Tyulpan ; Sistema de lançamento vertical (também para lançamento de drones etc.); bem como canhões de tanque ou canhões ferroviários semelhantes ao armamento secundário de navios de guerra, que inclui Hellbores adicionais de calibre menor. Projéteis incluem PEC, DSFSLRP (munição de dardo futurista), mísseis e flechettes anti-pessoal. Bolos podem transportar diferentes tipos de drones (aéreos, terrestres, marítimos e até mesmo espaciais) para manutenção, reconhecimento (às vezes incluindo satélites espiões) e fornecer ofensiva adicional.

### Sistema defensivo e outros
A blindagem de uma unidade Bolo é projetada para resistir a ataques diretos de todas as armas possíveis, incluindo armas nucleares em algumas histórias. A armadura consiste em materiais compósitos que são nomeados nos livros como "durachrome", "flintsteel",  "duralloy" e "endurachrome". Muitos modelos também usam ladrilhos ablativos ou cerâmicos para fornecer proteção adicional contra armas de plasma.
Bolos também são descritos como tendo blindagem reativa (para impedir mísseis penetradores que poderiam perfurar sua blindagem regular) e telas de energia, que convertem o fogo de uma arma inimiga em energia que pode então ser redirecionada para os próprios sistemas e armas do Bolo. Além disso, começando com o Mark 23, campos de disruptor interno foram adicionados para limitar os danos aos sistemas vitais de qualquer ataque que conseguisse penetrar nas defesas externas do Bolo.
Cada unidade também é equipada com sensores passivos e ativos, bem como recursos stealth e ECW. Modelos posteriores muitas vezes também foram equipados com sistemas de comunicação que ultrapassam a velocidade da luz.
A energia para armas, telas e mobilidade é mais frequentemente fornecida por uma ou mais fontes de energia de fissão ou fusão, em conjunto com baterias de alta capacidade que são usadas como fontes de alimentação secundárias ou de emergência. O centro de comando de um Bolo pode permanecer operacional por décadas ou séculos depois que o combustível do reator se esgota. Como último recurso, os Bolos podem detonar seus reatores para destruir um inimigo ou impedir sua captura.

### Inteligência artificial
Os primeiros Bolos são descritos como inteligências artificiais simples. Até o Mark 9, são apenas sistemas que automatizam o funcionamento do veículo sob comando humano direto. Começando com o Mark 10, os Bolos começam a usar sistemas de IA limitados usando dados de batalha já instalados, que permitem que funcionem de forma relativamente independente, desde que a situação no campo de batalha esteja dentro dos parâmetros de seus dados. Se não, o comandante humano precisa intervir diretamente selecionando um novo plano de batalha ou assumindo as funções do Bolo pessoalmente. Este sistema é ainda mais avançado, começando com o Mark 15-R, que recebe um núcleo de IA básico capaz de escolher entre vários planos pré-carregados com base nas condições reais do campo de batalha. Contudo, esses modelos antigos ainda não eram capazes de desenvolver suas próprias estratégias.
Começando com o Mark 20, os Bolos são equipados com um cérebro psicotrônico que lhes dá inteligência artificial completa. Análogos às mentes humanas, os cérebros psicotrônicos ficam insanos quando danificados, o que exige que seus criadores restrinjam a consciência e a iniciativa em todos os momentos, exceto durante a batalha. Isso é conseguido separando o processamento principal da personalidade. Os dois são integrados (permitindo que o Bolo chegue à posse de todas as suas faculdades) apenas quando as condições prévias da batalha forem atendidas, como a aproximação de um inimigo ou a ordem de um oficial humano. Em modelos posteriores, a redundância adicionada reduz a probabilidade de insanidade e a restrição é diminuída para aumentar a inteligência. Como uma proteção final, os Bolos são equipados com um Programa de Substituição Total de Sistemas (apelidado de Omega Worm) que apaga o software do Bolo, deixando-o com morte cerebral. Isso é acionado se um Bolo recusar uma ordem autorizada / executada por um operador humano.
As inibições cognitivas são completamente removidas após uma revisão do desempenho de combate, como em Battle of Santa Cruz (3030), da unidade experimental 23 / B-0075-NKE (Nike). O desempenho de Nike demonstra as capacidades e confiabilidade de um psicotrônico totalmente autônomo. O próprio Nike morre pelo Omega Worm por recusar a obedecer a um oficial traidor. Isso leva a uma revisão dos parâmetros de execução do Omega Worm nos modelos posteriores.
A partir dos Mark 25, os Bolos tornam-se completamente autônomos, capazes de autodireção total em todas as situações. No entanto, foi descoberto que as capacidades intuitivas de comandantes humanos trabalhando em conjunto com Bolos inteligentes aumentam a eficácia das unidades e, assim, com algumas exceções, comandantes humanos continuam a ser designados para, lutar e, se necessário, morrer com seus Bolos. Essa parceria é ainda mais aprimorada com a introdução do Mark 32, que foi pioneiro em uma interface neural que permitiu unir a intuição humana com o processamento rápido do tanque.

#### Estrutura de design de computação
A maioria dos Bolos têm vários centros de processamento, o núcleo principal, o centro da personalidade, o núcleo de controle de danos (em modelos posteriores) e o centro de sobrevivência. Alguns Bolos recebem mais de um núcleo principal; entretanto, isso não era comum. Destes, o centro de sobrevivência é o mais fortemente protegido. No caso de destruição do Bolo, o centro de sobrevivência é projetado para proteger a personalidade central do tanque e a programação para posterior recuperação e reativação.
Cada Bolo contém vários "núcleos" de computador com funções diferentes, cada um dos quais contém várias duplicatas totalmente funcionais em caso de falha. Se a lógica de um Bolo se torna disfuncional o suficiente, ele regride ao protocolo Resartus original, que é incorporado em todos os modelos autoconscientes apenas para esse caso, o que essencialmente desliga a mente do Bolo.

#### Salvaguardas
Um fator chave no projeto psicotrônico do Bolo é a necessidade de abordar a preocupação pública e militar sobre a catástrofe potencial que poderia ser desencadeada no caso de um Bolo desobedecer às ordens ou ser subornado. Para atenuar isso, uma série de salvaguardas são incluídas no design psicotrônico - especificamente um foco na lealdade, honra e um forte senso de dever, bem como uma restrição no nível de consciência e poder de processamento disponibilizado para o Bolo fora de combate. Essas salvaguardas geralmente combinam com os preconceitos dos oficiais de patente para causar a destruição desnecessária de um Bolo durante o combate. Como os Bolos são capazes de sobreviver por séculos, os Marks mais antigos muitas vezes acabam espalhados pela galáxia, abandonados em antigos campos de guerra ou adaptados para uso na agricultura ou construção pesada. Em várias ocasiões, os Bolos obsoletos se tornaram desonestos, causando destruição significativa, perda de vidas e má reputação para a Brigada Dinocromo. Como resultado, uma unidade especial foi criada para encontrar todas essas unidades e destruir seus centros de controle.
Em várias ocasiões, Bolos se voltaram contra seus comandantes durante o combate: em Bolo!, um Mark 25 danificado (Unidade LNC / Lance) perde sua capacidade IFF, fazendo-o atacar outro Bolo. Embora seja revelado no final que a Unidade LNC recebeu dano de batalha que quase destruiu seu centro de personalidade, fazendo com que ele perdesse a capacidade de IFF. Da mesma forma, um Mark 33 (Unidade HCT / Hector) foi subvertido por uma IA alienígena e transformado em um carcereiro em Bolo Rising. Por outro lado, os Bolos ocasionalmente se recusam a cumprir ordens ilegais, traiçoeiras ou desonrosas, como a Unidade NKE (Nike) em The Triumphant ou a Unidade SOL (Surplus On Loan) em The Road to Damascus.

### Estrutura de comando e implantação
Bolos e seus comandantes humanos são atribuídos a uma unidade de elite da Concordata chamada de Brigada Dinocromo, que traça sua linhagem de várias unidades na Terra. Bolos individuais são geralmente identificados por um prefixo de três letras que geralmente é extrapolado para um determinado nome - esse nome é geralmente usado como o código de acesso padrão para um novo comandante. Frequentemente, os tanques em serviço de guarnição são descritos como excedentes mais antigos ou unidades de reserva emprestadas, caso em que seu prefixo de três letras é alterado para "SOL". 
Bolos são geralmente implantados em grupos para fornecer suporte de fogo, embora unidades individuais sejam ocasionalmente destacadas para cumprir o dever de guarnição - marks posteriores são considerados tão avançados que uma única unidade pode ser designada para proteger um planeta inteiro, mesmo durante os períodos em que um comandante humano não está disponível. Quando implantados pela Brigada Dinocromo para operações de combate importantes, os Bolos costumavam servir com "Regimentos de Cerco Planetários". Antes do desenvolvimento de modelos mais novos, poderosos o suficiente para permitir que um único Bolo conduzisse grandes operações planetárias sem apoio, os regimentos eram apenas chamados de "regimentos de cerco".

## Origem
Laumer incluiu uma história de origem dos Bolos como um extra de um de seus livros. O Mark 1 é descrito como um grande tanque convencional de 150 toneladas, equipado com vários atuadores e dispositivos mecânicos para faclitar o trabalho da tripulação. Foi desenvolvido por volta do ano 2000 pela fictícia Divisão Bolo da General Motors. 
O Mark 3, de 300 toneladas, possui IA que permite ação independente limitada e é alimentado por baterias "iônicas" capazes de suportar atividades em nível de combate por até dez anos e permitindo operar mesmo quando totalmente submerso.
A IA evolui até que a incorporação do circuito psicotrônico no Mark 20 torne os Bolos autoconscientes e capazes de uma operação totalmente independente. O Mark 26 é descrito como capaz de um verdadeiro planejamento estratégico independente, enquanto o Bolo padronizado final, o Mark 33 de 32.000 toneladas é descrito como totalmente obstinado e capaz de operar indefinidamente sem suporte externo.
À medida que a humanidade se espalha para além da Terra, os Bolos são usados para proteger primeiro o Império e depois a Concordata. Por milênios, cada modelo sucessivo de Bolo prova ser a base das defesas terrestres da humanidade, especialmente nas numerosas e prolongadas guerras contra vários alienígenas, principalmente os Deng e os Melconianos no século 30. Os Bolos também são usados em ataques de menor escala, escaramuças e conflitos internos entre grupos humanos em guerra.
O Mark 33 foi o último Bolo construído pela Concordata antes dos Melconianos destruírem a Terra. Após o genocídio na "Guerra Final" contra os Melconianos, os Bolos sobreviventes são descritos como cruciais para abrigar e proteger os poucos remanescentes espalhados da humanidade durante o longo e lento processo de reconstrução. Várias das colônias seed corn sobrevivem às políticas genocidas levadas a cabo por ambos os lados e passam a produzir novos Bolos, ainda maiores em tamanho, design e capacidade.

## Em outras mídias
As histórias dos Bolos inspiraram o jogo de tabuleiro Ogre, da Steve Jackson Games, cujos criadores originalmente pretendiam licenciar as histórias. Por razões de custo, isso não ocorreu e uma história de fundo diferente foi inventada para o jogo, com seu tanque titular estando fora de controle para diferenciá-lo.

### Jogos eletrônicos
Bolo (jogo de 1982)
Bolo (jogo de 1987)